# パミテプラーゼ
パミテプラーゼ（Pamiteplase）は、遺伝子組換え組織プラスミノーゲン活性化因子（rt-PA）製剤であり、血栓の溶解に用いられていた。天然型t-PAの92～173番目のアミノ酸（Kringle-1ドメイン）を欠き、275番目のArgがGluに変更されている。アミノ酸445残基からなる糖タンパク質で、全体の分子量は約53,000である。1998年12月に承認された:92:66が、2010年1月に販売終了した:285。

## 効能・効果
急性心筋梗塞における冠動脈血栓の溶解（発症後６時間以内）:5

## 投与経路
静脈内ボーラス投与

## 副作用
重大な副作用として、重篤な出血（脳出血、後腹膜出血、消化管出血、心嚢液貯留等）等が知られていた:5。

## 製造
遺伝子組換えCHO細胞より産出された。

## 参考資料
1. 1 2  正夫, 加藤; 康紀, 速水 (2000). “改変型組織プラスミノーゲンアクチベータ(t-PA),パミテプラーゼの研究”. 日本薬理学雑誌 115 (4):  237–243. doi:10.1254/fpj.115.237.
2. 1 2  横田匡美 (2013). “組換え糖タンパク質性医薬生産の工業化において経験した課題について”. 生物工学 91 (9):  514-519.
3. ↑  森本和滋、小林哲、柴田寛子、石井明子 (2019). “我が国発のバイオ医薬品（ホルモン，サイトカイン，酵素類等）のFDA と EMA での承認の有無について”. 臨床評価 47 (1):  87-97.
4. ↑  森本和滋，川崎聡子，吉田易範 (2015). “承認審査過程の透明化 20 年の歩みと課題：新医薬品と新医療機器の審査報告書の公表を中心にして”. 薬史学雑誌 50 (1):  64-77.
5. ↑  星恵子『ポケット版臨床医薬品集 2010』薬事日報社、2010年。ISBN 978-4-8408-1111-8。
6. 1 2  “JAPIC NEWS No.261 2006年1月号”.   日本医薬情報センター. 2021年12月19日閲覧。